# ŠK Lysá nad Labem
ŠK Lysá nad Labem – czeski klub szachowy z siedzibą w Lysej nad Labem, mistrz kraju z 2019 roku. Ze względów sponsorskich pierwsza drużyna występuje w rozgrywkach ligowych jako Výstaviště Lysá nad Labem.

## Historia
Klub szachowy w Lysej nad Labem został założony w 1921 roku. Rok później rozegrano pierwszy mecz towarzyski, z klubem Lasker Praga. Organizowano również symultany, m.in. z udziałem Františka Treybala i Karela Hromádki. W 1924 roku klub uczestniczył w turnieju międzymiastowym, w którym zajął szóste miejsce, wygrywając jeden mecz (z ŠK Poděbrady). Czołowym szachistą klubu był wówczas Vratislav Hadač. W 1925 roku w tym turnieju zespół zajął ostatnie, siódme miejsce. W tym okresie liczba członków klubu spadła z około 100 do około 50. W późniejszym czasie klub organizował jeszcze turnieje, jednak znacząco ograniczył swoją aktywność i upadł przed II wojną światową. Reaktywacja nastąpiła we wrześniu 1946 roku, a klub organizował wewnętrzne i zewnętrzne turnieje. Po 1950 roku m.in. z uwagi na znikomą liczbę członków aktywność klubu była znikoma. W 1953 roku klub został włączony jako sekcja do klubu sportowego TJ Slovan.
W 1970 roku z inicjatywy Jana Prchala nastąpiła próba wzmocnienia działalności sekcji szachowej. Jako podstawowy cel postawiono sobie promocję klubu i zwiększenie liczby jego członków. W sezonie 1972/1973 drużyna zainaugurowała rozgrywki ligowe, uczestnicząc w rozgrywkach regionalnych (Krajská soutěž); uzyskano wówczas drugie miejsce, ulegając jedynie Spartakowi Brandýs nad Labem. Rok później uzyskano awans do Krajskiego přeboru 2. třídy (KP II.). W 1981 roku Slovan spadł z ligi, powrócił do niej rok później po wygraniu ligi nymburskiej. W sezonie 1990/1991 szachiści klubu awansowali do Divize I. W 1994 roku klub zrezygnował ze stosowania nazwy „Slovan”, funkcjonując wówczas jako ŠK Lamar. W sezonie 1995/1996 ŠK Lysá nad Labem awansował do 2. Ligi. W 1998 roku tytularnym sponsorem klubu zostało przedsiębiorstwo JOLY. Czołowym szachistą zespołu w tym okresie był Miloš Jirovský. Od 2001 roku zespół uczestniczył w 1. Lidze. W 2006 roku klub spadł z ligi, powrócił do niej dwa lata później. W 2008 roku sponsorem tytularnym pierwszej drużyny zostały Výstaviště Lysá nad Labem. W sezonie 2009/2010 klub uzyskał awans do Extraligi. W kadrze drużyny znajdowali się wówczas m.in. Jiří Štoček, Tomáš Oral, Hannes Stefánsson, Zuzana Štočková i Jiří Lechtýnský. Przed inauguracyjnym sezonem najwyższej klasy rozgrywkowej klub dokonał transferów m.in. Wasilija Jemielina, Doriana Rogozenki i Tomáša Petríka. Zespół uzyskał wówczas siódme miejsce w lidze. Rok później uzyskano czwartą pozycję, identyczny wynik powtórzono w sezonach 2012/2013 i 2013/2014. W 2015 roku szachiści klubu uzyskali trzecie miejsce w lidze. Sezon 2015/2016 klub ukończył na drugim miejscu w lidze, za 1. Novoborským ŠK; ponadto w tym samym sezonie w Extralidze zadebiutowały rezerwy klubu, pod nazwą ŠK města Lysá nad Labem B. W latach 2017–2018 zespół ponownie zdobywał wicemistrzostwo kraju, natomiast drużyna rezerw w sezonie 2017/2018 spadła z Extraligi. W sezonie 2018/2019 klub zdobył mistrzostwo kraju. Skład drużyny stanowili wówczas Rusłan Ponomariow, Tamir Nabaty, Jewgienij Najer, Konstantin Landa, Wasilij Jemielin, Vojtěch Plát, Tomáš Oral, Ołeksij Kislinskij, Dorian Rogozenko, Vlastimil Jansa, Jan Šuráň, Eduard Meduna i Vítězslav Priehoda. W 2019 roku zespół wziął udział w Pucharze Europy. Klub wygrał wówczas mecze z Víkingaklúbburinn, K Gentse SRL, SG Riehen i SzSM Moskwa, zremisował z Miednym Wsadnikiem Petersburg i Beer-Sheva Chess Club, a przegrał z ŠK Alkaloid Skopje. Ogółem w pucharze czeski klub został sklasyfikowany na dwunastym miejscu. W sezonie 2021/2022 klub zajął siódme miejsce w Extralidze. W 2023 roku zespół zdobył wicemistrzostwo kraju. W następnym sezonie klub zajął czwarte miejsce w lidze.

## Arcymistrzowie w historii klubu
- Wołodymyr Bakłan[32]
- Igor Chenkin[33]
- Aleksandr Danin[34]
- Daniel Dardha[35]
- Pawło Eljanow[35]
- Vlastimil Jansa[18]
- Wasilij Jemielin[18]
- Ołeksij Kislinskij[27]
- Tomáš Kraus[35]
- Jan Krejčí[36]
- Konstantin Landa[37]
- Jiří Lechtýnský[38]
- Tomáš Likavský[18]
- Eduard Meduna[39]
- Wigen Mirumian[39]
- Tamir Nabaty[27]
- Jewgienij Najer[40]
- Tomáš Oral[16]
- Gábor Papp[34]
- Tomáš Petrík[18]
- Vojtěch Plát[27]
- Rusłan Ponomariow[40]
- Władimir Potkin[33]
- Dorian Rogozenko[18]
- Ihor Samunenkow[35]
- Roman Slobodjan[41]
- Hannes Stefánsson[17]
- Jiří Štoček[17]
- Emil Sutowski[33]
- Marek Vokáč[13]
- Liam Vrolijk[32]
- Leonid Wołoszyn[42]
- Jewgienij Worobiow[33]